# Чемпіонат світу з хокею із шайбою 2015 (дивізіон I)
Чемпіонат світу з хокею із шайбою 2015 — чемпіонат світу з хокею із шайбою, який пройшов у Польщі (чемпіонат перенесли з українського Донецька через військову агресію Росії) з 19 квітня по 25 квітня та Нідерландах з 13 квітня по 19 квітня.

## Учасники

### Група А
| Збірна    | Результати 2014 року               |
| --------- | ---------------------------------- |
| Італія    | 15-е місце в Елітному дивізіоні.   |
| Казахстан | 16-е місце в Елітному дивізіоні.   |
| Японія    | 3-є місце Дивізіон I A.            |
| Україна   | 4-е місце Дивізіон I A.            |
| Угорщина  | 5-е місце Дивізіон I A.            |
| Польща    | Господарі, 1-е місце Дивізіон I B. |

Судді
ІІХФ обрала 6 головних суддів, та 7 лінійних, для забезпечення судійства на чемпіонаті світу. Список суддей наступний:
| Головні судді - Рене Граділ - Андріс Ансонс - Євген Ромашко - Вікі Трілар Дальтон - Маркус Лінде - Марк Віганд | Лайнсмени - Дмитро Голяк - Рене Єнсен - Ендрю Далтон - Александер Вальдейєр - Войцех Мозцинські - Тібор Ровенський - Матяж Грібар |

### Таблиця
| М | Збірна    | І | В | ВО | ПО | П | Ш       | О  | Казахстан | Угорщина | Польща | Японія | Італія | Україна |
| - | --------- | - | - | -- | -- | - | ------- | -- | --------- | -------- | ------ | ------ | ------ | ------- |
| 1 | Казахстан | 5 | 5 | 0  | 0  | 0 | 23 - 6  | 15 |           | 5 - 0    | 3 - 2  | 7 - 2  | 3 - 0  | 5 - 2   |
| 2 | Угорщина  | 5 | 4 | 0  | 0  | 1 | 14 - 11 | 12 | 0 - 5     |          | 2 - 1  | 4 - 2  | 4 - 1  | 4 - 2   |
| 3 | Польща    | 5 | 2 | 0  | 0  | 3 | 9 - 9   | 6  | 2 - 3     | 1 - 2    |        | 2 - 0  | 1 - 2  | 3 - 2   |
| 4 | Японія    | 5 | 2 | 0  | 0  | 3 | 10 - 16 | 6  | 2 - 7     | 2 - 4    | 0 - 2  |        | 3 - 2  | 3 - 1   |
| 5 | Італія    | 5 | 1 | 1  | 0  | 3 | 7 - 12  | 5  | 0 - 3     | 1 - 4    | 2 - 1  | 2 - 3  |        | 2 - 1   |
| 6 | Україна   | 5 | 0 | 0  | 1  | 4 | 8 - 17  | 1  | 2 - 5     | 2 - 4    | 2 - 3  | 1 - 3  | 1 - 2  |         |

### Бомбардири
Список 11 найкращих гравців, сортованих за очками.
| Гравець               | М | Г | П | О | +/− | ШХ | Поз |
| --------------------- | - | - | - | - | --- | -- | --- |
| Роман Старченко       | 5 | 4 | 2 | 6 | +8  | 6  | Ф   |
| Кевін Даллмен         | 5 | 3 | 3 | 6 | +5  | 0  | З   |
| Костянтин Руденко     | 5 | 3 | 3 | 6 | +6  | 2  | Ф   |
| Євген Римарєв         | 5 | 3 | 3 | 6 | +3  | 0  | Ф   |
| Вадим Краснослободцев | 5 | 2 | 4 | 6 | +4  | 0  | Ф   |
| Ендрю Сараєр          | 5 | 2 | 4 | 6 | +7  | 2  | Ф   |
| Даніель Когер         | 5 | 3 | 2 | 5 | +4  | 2  | Ф   |
| Марцін Колюш          | 5 | 2 | 3 | 5 | +2  | 0  | Ф   |
| Матеуш Ромпковський   | 5 | 2 | 3 | 5 | +2  | 4  | З   |
| Френк Бенем           | 5 | 1 | 4 | 5 | +3  | 2  | Ф   |
| Талгат Жайлауов       | 5 | 1 | 4 | 5 | 0   | 0  | Ф   |

Джерело: IIHF.com [Архівовано 4 березня 2016 у Wayback Machine.]

### Найкращі воротарі
Список п'яти найращих воротарів, сортованих за відсотком відбитих кидків. У список включені лише ті гравці, які провели щонайменш 40% хвилин.
| Гравець           | ЧНЛ    | ПГ | КН   | КД  | ВК%   | ША |
| ----------------- | ------ | -- | ---- | --- | ----- | -- |
| Пшемислав Одробни | 185:39 | 3  | 0.97 | 85  | 96.47 | 1  |
| Павло Полуектов   | 300:00 | 6  | 1.20 | 99  | 93.94 | 2  |
| Міклош Райна      | 240:00 | 6  | 1.50 | 79  | 92.41 | 0  |
| Ютака Фукуфудзі   | 257:30 | 11 | 2.56 | 111 | 90.09 | 0  |
| Андреас Бернард   | 298:00 | 11 | 2.21 | 103 | 89.32 | 0  |

Джерело: IIHF.com [Архівовано 3 березня 2016 у Wayback Machine.]

### Нагороди
Найкращі гравці, обрані дирекцією ІІХФ
- Найкращий воротар:  Пшемислав Одробни
- Найкращий захисник:  Кевін Даллмен
- Найкращий нападник:  Роман Старченко

Команда усіх зірок, обрана ЗМІ
- Воротар:  Павло Полуектов
- Захисники:  Кевін Даллмен —  Матеуш Ромпковський
- Нападники:  Роман Старченко —  Ендрю Сараєр —  Марцін Колюш
- Найцінніший гравець:  Роман Старченко

### Група В
| Збірна          | Результати 2014 року               |
| --------------- | ---------------------------------- |
| Південна Корея  | 6-е місце Дивізіон I A.            |
| Хорватія        | 2-е місце Дивізіон I B.            |
| Литва           | 3-є місце Дивізіон I B.            |
| Велика Британія | 4-е місце Дивізіон I B.            |
| Нідерланди      | Господарі, 5-е місце Дивізіон I B. |
| Естонія         | 1-е місце Дивізіон II А.           |

Судді
ІІХФ обрала 4 головних суддів, та 7 лінійних, для забезпечення судійства на чемпіонаті світу. Список суддей наступний:
| Головні судді - Шане Варшав - Джефф Інграм - Якоб Грумсен - Анссі Салонен | Лайнсмени - Фредерік Монне - Марек Главати - Пасі Ніємінен - Ульріх Пардатчер - Сотаро Ямагучі - Луї Девід - Девід Пердув |

### Таблиця
| М | Збірна          | І | В | ВО | ПО | П | Ш       | О  | Південна Корея | Велика Британія | Литва | Хорватія | Естонія | Нідерланди |
| - | --------------- | - | - | -- | -- | - | ------- | -- | -------------- | --------------- | ----- | -------- | ------- | ---------- |
| 1 | Південна Корея  | 5 | 4 | 0  | 0  | 1 | 30 - 11 | 12 |                | 2 - 3           | 5 - 0 | 9 - 4    | 7 - 3   | 7 - 1      |
| 2 | Велика Британія | 5 | 3 | 1  | 0  | 1 | 13 - 10 | 11 | 3 - 2          |                 | 2 - 3 | 3 - 2    | 2 - 1   | 3 - 2      |
| 3 | Литва           | 5 | 3 | 0  | 0  | 2 | 11 - 12 | 9  | 0 - 5          | 3 - 2           |       | 1 - 4    | 6 - 1   | 1 - 0      |
| 4 | Хорватія        | 5 | 2 | 0  | 1  | 2 | 17 - 20 | 7  | 4 - 9          | 2 - 3           | 4 - 1 |          | 5 - 2   | 2 - 5      |
| 5 | Естонія         | 5 | 1 | 0  | 0  | 4 | 10 - 21 | 3  | 3 - 7          | 1 - 2           | 1 - 6 | 2 - 5    |         | 3 - 1      |
| 6 | Нідерланди      | 5 | 1 | 0  | 0  | 4 | 9 - 15  | 3  | 1 - 7          | 2 - 3           | 0 - 1 | 5 - 2    | 1 - 3   |            |

### Бомбардири
Список 11 найкращих гравців, сортованих за очками.
| Гравець        | М | Г | П | О | +/− | ШХ | Поз |
| -------------- | - | - | - | - | --- | -- | --- |
| Майкл Свіфт    | 5 | 5 | 4 | 9 | +8  | 14 | Ф   |
| Андрій Макров  | 5 | 6 | 2 | 8 | −3  | 2  | Ф   |
| Кім Кі-сон     | 5 | 4 | 4 | 8 | +5  | 4  | Ф   |
| Майкл Тествайд | 5 | 4 | 4 | 8 | +9  | 0  | Ф   |
| Кім Сонг Во    | 5 | 3 | 5 | 8 | +4  | 6  | Ф   |
| Ендрю Мюррей   | 5 | 3 | 5 | 8 | +1  | 4  | Ф   |
| Брок Радунське | 5 | 0 | 7 | 7 | +4  | 0  | Ф   |
| Раян Кінашевич | 5 | 4 | 2 | 6 | −2  | 0  | Ф   |
| Натан Перкович | 5 | 4 | 2 | 6 | +2  | 18 | Ф   |
| Хо Мін-хо      | 5 | 3 | 2 | 5 | +2  | 2  | Ф   |
| Бен О'Коннор   | 5 | 3 | 2 | 5 | +1  | 6  | З   |

Джерело: IIHF.com [Архівовано 27 квітня 2015 у Wayback Machine.]

### Найкращі воротарі
Список п'яти найращих воротарів, сортованих за відсотком відбитих кидків. У список включені лише ті гравці, які провели щонайменш 40% хвилин.
| Гравець        | ЧНЛ    | ПГ | КН   | КД  | ВК%   | ША |
| -------------- | ------ | -- | ---- | --- | ----- | -- |
| Мантас Армаліс | 298:59 | 11 | 2.21 | 178 | 93.82 | 1  |
| Іан Меєрдрес   | 204:21 | 8  | 2.35 | 98  | 91.84 | 0  |
| Бен Боунс      | 299:04 | 10 | 2.01 | 122 | 91.80 | 0  |
| Марк Деканич   | 259:51 | 11 | 2.54 | 128 | 91.41 | 0  |
| Пак Сун Дже    | 238:51 | 8  | 2.01 | 83  | 90.36 | 1  |

Джерело: IIHF.com [Архівовано 27 квітня 2015 у Wayback Machine.]

### Нагороди
Найкращі гравці, обрані дирекцією ІІХФ
- Найкращий воротар:  Мантас Армаліс
- Найкращий захисник:  Бен О'Коннор
- Найкращий нападник:  Лі Юнчун